# تيمبل سيتي (كاليفورنيا)
تيمبل سيتي (بالإنجليزية: Temple City)‏ هي إحدى مدن مقاطعة لوس أنجليس، كاليفورنيا. تم إعطاءها لقب مدينة في 25 مايو، 1960.

## التركيبة السكانية
حدّد مكتب تعداد الولايات المتحدة بيانات التركيبة السكانية لتيمبل سيتي في تعداد الولايات المتحدة. في ما يلي، التركيبة السكانية حسب تعدادي 2000 و2010.

### تعداد عام 2000
بلغ عدد سكان تيمبل سيتي 33,377 نسمة بحسب تعداد عام 2000، وبلغ عدد الأسر 11,338 أسرة وعدد العائلات 8,661 عائلة مقيمة في المدينة. في حين سجلت الكثافة السكانية 3,218.6 نسمة لكل كيلومتر مربع (8,336.1/ميل2). وبلغ عدد الوحدات السكنية 11,674 وحدة بمتوسط كثافة قدره 1,125.7 لكل كيلومتر مربع (2,915.5/ميل2).
وتوزع التركيب العرقي للمدينة بنسبة 48.73% من البيض و0.92% من الأمريكيين الأفارقة و0.44% من الأمريكيين الأصليين و38.89% من الأمريكيين ذوي الأصول الآسيوية و0.06% من سكان جزر المحيط الهادئ و7.48% من الأعراق الأخرى و3.48% من عرقين مختلطين أو أكثر و20.48% من الهسبانيون أو اللاتينيون من أي عرق.
بلغ عدد الأسر 11,338 أسرة كانت نسبة 40.1% منها لديها أطفال تحت سن الثامنة عشر تعيش معهم، وبلغت نسبة الأزواج القاطنين مع بعضهم البعض 56.8% من أصل المجموع الكلي للأسر، ونسبة 14.3% من الأسر كان لديها معيلات من الإناث دون وجود شريك، بينما كانت نسبة 5.3% من الأسر لديها معيلون من الذكور دون وجود شريكة وكانت نسبة 23.6% من غير العائلات. تألفت نسبة 19.7% من أصل جميع الأسر من عدة أفراد يعيشون في نفس المنزل ونسبة 7.9% كانت تتألف من شخص يعيش بمفرده يبلغ من العمر 65 عاماً أو أكثر. وبلغ متوسط حجم الأسرة المعيشية 2.90، أما متوسط حجم العائلات فبلغ 3.33.
بلغ العمر الوسطي للسكان 38.6 عاماً. وكانت نسبة 24% من القاطنين تحت سن الثامنة عشر، وكانت نسبة 8% بين الثامنة عشر والرابعة والعشرين عاماً، ونسبة 28.9% كانت واقعةً في الفئة العمرية ما بين الخامسة والعشرين والرابعة والأربعين عاماً، ونسبة 25% كانت ما بين الخامسة والأربعين والرابعة والستين، ونسبة 12.5% كانت ضمن فئة الخامسة والستين عاماً فما فوق. يوجد لكل 100 أنثى 91.5 ذكر، ويوجد لكل 100 أنثى في الثامنة عشر من عمرها فما فوق 86.5 ذكر.
بلغ متوسط دخل الأسرة في المدينة 48,722 دولارًا، أما متوسط دخل العائلة فبلغ 54,455 دولارًا. وكان متوسط دخل الذكور 39,365 دولارًا مقابل 32,103 دولارًا للإناث. وسجل دخل الفرد الخاص بالمدينة 20,267 دولارًا. وكانت نسبة 7.2% من العائلات ونسبة 9.3% من السكان تحت خط الفقر، وكان من هؤلاء نسبة 11.8% تحت سن الثامنة عشر ونسبة 6.2% في الخامسة والستين من العمر وما فوق.

### تعداد عام 2010
بلغ عدد سكان تيمبل سيتي 35,558 نسمة بحسب تعداد عام 2010، وبلغ عدد الأسر 11,606 أسرة وعدد العائلات 9,005 عائلة مقيمة في المدينة. في حين سجلت الكثافة السكانية 3,428.9 نسمة لكل كيلومتر مربع (8,880.8/ميل2). وبلغ عدد الوحدات السكنية 12,117 وحدة بمتوسط كثافة قدره 1,168.5 لكل كيلومتر مربع (3,026.4/ميل2).
وتوزع التركيب العرقي للمدينة بنسبة 33.58% من البيض و0.80% من الأمريكيين الأفارقة و0.42% من الأمريكيين الأصليين و55.69% من الأمريكيين ذوي الأصول الآسيوية و0.09% من سكان جزر المحيط الهادئ و6.51% من الأعراق الأخرى و2.91% من عرقين مختلطين أو أكثر و19.27% من الهسبانيون أو اللاتينيون من أي عرق.
بلغ عدد الأسر 11,606 أسرة كانت نسبة 37.9% منها لديها أطفال تحت سن الثامنة عشر تعيش معهم، وبلغت نسبة الأزواج القاطنين مع بعضهم البعض 56.9% من أصل المجموع الكلي للأسر، ونسبة 14.8% من الأسر كان لديها معيلات من الإناث دون وجود شريك، بينما كانت نسبة 5.9% من الأسر لديها معيلون من الذكور دون وجود شريكة وكانت نسبة 22.4% من غير العائلات. تألفت نسبة 17% من أصل جميع الأسر من عدة أفراد يعيشون في نفس المنزل ونسبة 7.3% كانت تتألف من شخص يعيش بمفرده يبلغ من العمر 65 عاماً أو أكثر. وبلغ متوسط حجم الأسرة المعيشية 3.03، أما متوسط حجم العائلات فبلغ 3.39.
بلغ العمر الوسطي للسكان 42.0 عاماً. وكانت نسبة 21.2% من القاطنين تحت سن الثامنة عشر، وكانت نسبة 8.1% بين الثامنة عشر والرابعة والعشرين عاماً، ونسبة 25.3% كانت واقعةً في الفئة العمرية ما بين الخامسة والعشرين والرابعة والأربعين عاماً، ونسبة 30.3% كانت ما بين الخامسة والأربعين والرابعة والستين، ونسبة 15.1% كانت ضمن فئة الخامسة والستين عاماً فما فوق. وتوزع التركيب الجنسي للسكان بنسبة 47.5% ذكور و52.5% إناث.

## أعلام
- جاك بليس
- إد براندنبيرغ
- جوليا لينق
- كليف ماركل
- كلايد بيك